# Immergentia orbignyana
Immergentia orbignyana är en mossdjursart som först beskrevs av Fischer 1866.  Immergentia orbignyana ingår i släktet Immergentia och familjen Immergentiidae. Inga underarter finns listade i Catalogue of Life.